# Dynamo-Hild Kijów
Dynamo-Hild Kijów (ukr. Футбольний клуб «Динамо-Хілд» Київ, Futbolnyj Kłub "Dynamo-Chiłd" Kyjiw) – ukraiński klub piłki nożnej plażowej, mający siedzibę w mieście Kijów.

## Historia
Chronologia nazw:
- 200?: Dynamo-Hild Kijów (ukr. «Динамо-Хілд» Київ)

Klub piłkarski Dynamo-Hild Kijów został założony na początku XXI wieku i głównym sponsorem była firma "HILD" z Kijowa. 
Najpierw zespół występował w amatorskich rozgrywkach o mistrzostwo Kijowa. W 2006 zajął 4.miejsce w grupie A Pierwszej ligi, a w 2007 był pierwszym w grupie H Pierwszej ligi. W 2008 debiutował w Wyższej lidze Mistrzostw Ukrainy Beach Soccera, zajmując 7.miejsce w grupie A. W 2010 osiągnął swój największy sukces, zdobywając brązowe medale mistrzostw.

## Barwy klubowe
| Biały | Niebieski |

## Sukcesy

### Trofea międzynarodowe
Nie uczestniczył w rozgrywkach europejskich (stan na 31-05-2018).

### Trofea krajowe
| \| \| Zdobyte trofea w rozgrywkach Ukrainy (stan na: 31-05-2018) \| |                                                            |      |             |
| Rozgrywki                                                           | Osiągnięcie                                                | Razy | Sezon(y)    |
| · Mistrzostwo                                                       | I miejsce                                                  | 0    |             |
| · Mistrzostwo                                                       | II miejsce                                                 | 0    |             |
| · Mistrzostwo                                                       | III miejsce                                                | 1    | 2010        |
| II liga                                                             | I miejsce                                                  | 1    | 2007 (gr.H) |
| II liga                                                             | II miejsce                                                 | 0    |             |
| II liga                                                             | III miejsce                                                | 0    |             |
| Ukraina                                                             | Zdobyte trofea w rozgrywkach Ukrainy (stan na: 31-05-2018) |      |             |